# Katarina lägre allmänna läroverk
Katarina lägre allmänna läroverk var ett läroverk i Stockholm-Södermalm verksamt från 1858 till 1905

## Historia
Skolan har sitt ursprung 1654 i Södermalms Pedagogi men denna delades redan 1658 i Katarina skola och Maria skola. Skolan namn var Katarina kyrkskola mellan 1660 och 1820, då den ombildades till Katarina högre apologistskola. Några år kring 1810 tog skolan även emot fattiga flickor, men flickklassen upphörde 1812.1858 bildade den Katarina lägre elementarläroverk, i nya lokaler på Katarina västra kyrkogata 10 från 1858, som 1879 blev Katarina lägre allmänna läroverk'. År 1905 ombildades den till Katarina realskola.